# Trebula Mutusca
Trebula Mutusca, segons Plini el Vell, o simplement Mutusca, com l'anomena Virgili va ser una ciutat de Sabínia a uns 3 km a la dreta de la Via Salària, a un lloc situat avui entre Ostèria Nuova i Poggio San Lorenzo, on es troben encara algunes restes (el teatre, les termes, paviments, inscripcions...).
El Liber Coloniarum l'esmenta com a municipi. Estrabó l'anomena Trebula, i la cita juntament amb Erètum, i Marcial diu que estava situada en una vall rodejada de muntanyes, freda i humida. Virgili diu que a la seva terra hi havia moltes oliveres i a la rodalia de l'antic emplaçament, al lloc actual de Monteleone Sabino, hi ha encara un llogaret anomenat Oliveto.